# St. Johann Baptist (Affaltrach)

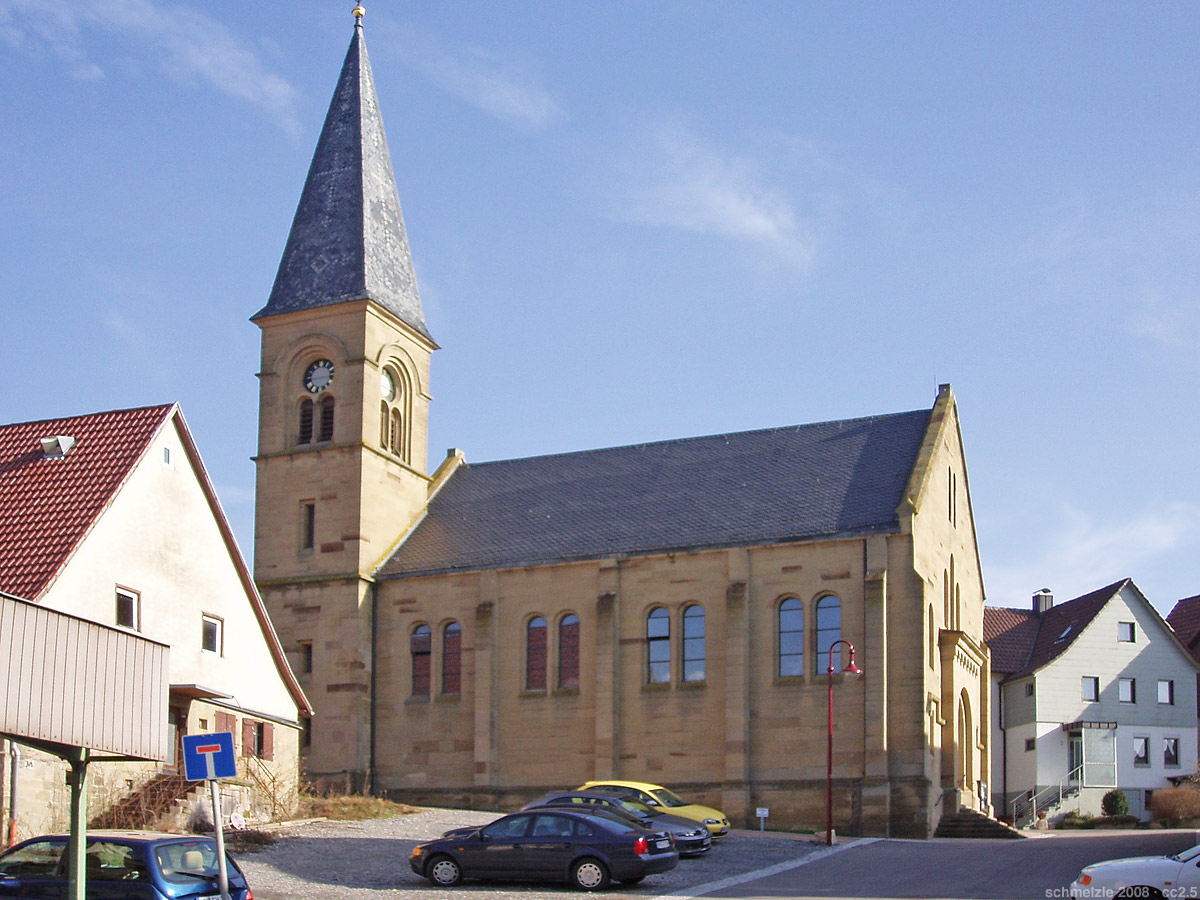
St. Johann Baptist in Obersulm-Affaltrach

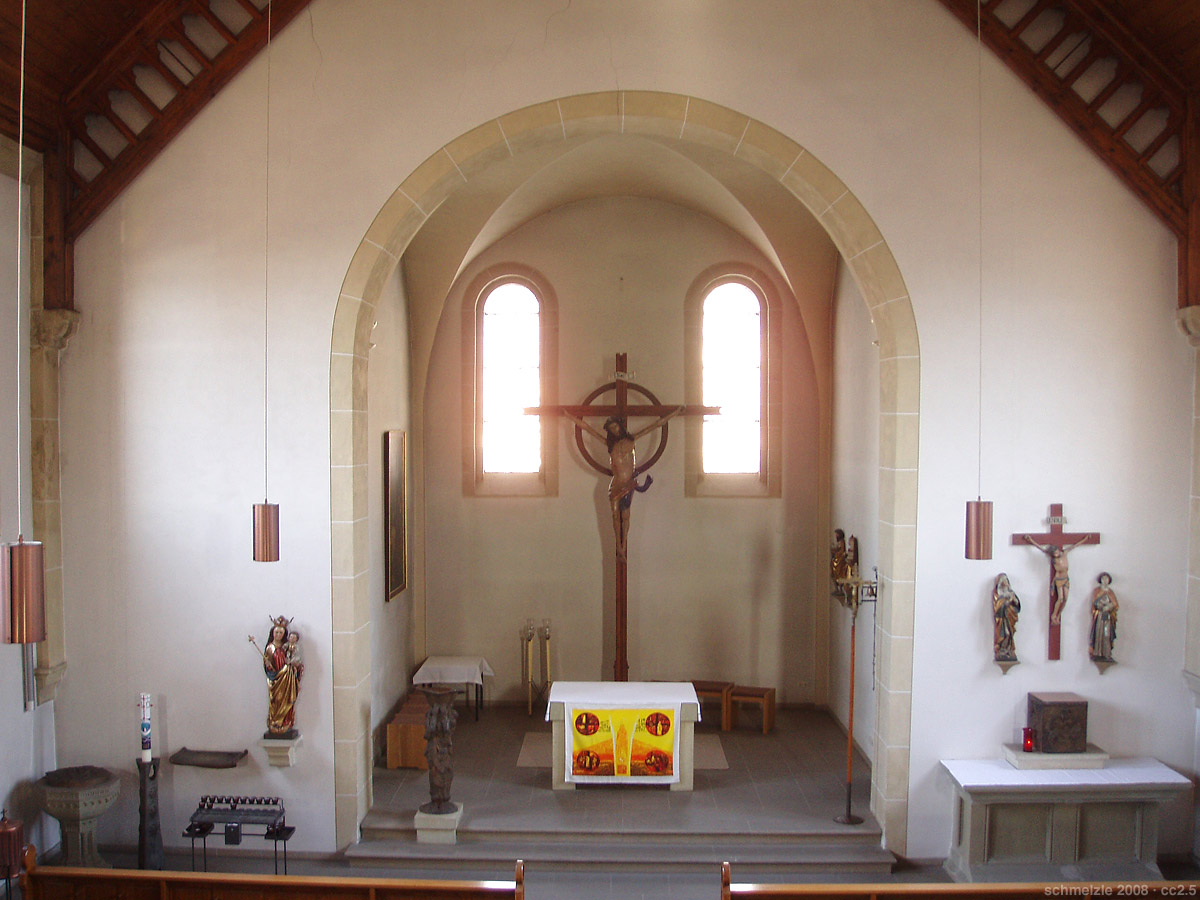
Blick von der Empore zum Chor

St. Johann Baptist ist eine katholische Pfarrkirche in Affaltrach, einem Ortsteil der Gemeinde Obersulm im Landkreis Heilbronn im nördlichen Baden-Württemberg.

## Geschichte
Die Kirche wurde 1898/1899 nach Plänen von Richard Raisch errichtet und am 28. Oktober 1899 durch Bischof Paul Wilhelm von Keppler feierlich geweiht. Zuvor hatte die Affaltracher Johanneskirche Protestanten und Katholiken als Simultankirche gedient.
Bei der Ausgestaltung der Kirche im Stil des Historismus wurden Elemente der Spätromanik und Frühgotik aufgegriffen. Die Kirche war ursprünglich im Chor und am Chorbogen durch den Kunstmaler Felix Mayser aus Neckarsulm reich ausgemalt. Der Hochaltar im Chor und die beiden Seitenaltäre wurden bei Josef Stärk in Nürnberg gefertigt, wobei der links am Chorbogen befindliche Marienaltar in der Ausführung dem Hochaltar angeglichen war.
Bei einer Renovierung im Jahr 1957 wurden die Ausmalung der Kirche überstrichen und die Altäre stark vereinfacht. Weitere Renovierungen im Inneren schlossen sich 1962, 1976 und 1984/1985 an, die Außenfassade wurde von 1993 bis 1996 saniert.

## Ausstattung
Die bedeutendsten Kunstschätze der Kirche sind die Holzfiguren im Chor und über den Seitenaltären. Den linken Seitenaltar ziert eine Apokalyptische Madonna aus der Zeit um 1460–1470, die stilistisch Einflüsse der Ulmer Schule zeigt. Die Fassung der Figur stammt aus dem 19. Jahrhundert. Über dem rechten Seitenaltar und an der rechten Chorwand befinden sich vier Standfiguren der Heiligen Maria, Johannes Evangelist, Johannes Baptist und Barbara. Diese Figuren stammen aus der Zeit um 1480 und zierten, möglicherweise gemeinsam mit dem ebenfalls über dem rechten Seitenaltar befindlichen kleinen Kruzifix, einst einen Johannesaltar in der simultan genutzten Johanneskirche, bevor sie 1899 nach dem Neubau der katholischen Kirche in diese übernommen wurden.
Die Orgel wurde von der Orgelbauwerkstatt Gebr. Späth in Ennetach gebaut.